# 藤枝本町駅
藤枝本町駅（ふじえだほんまちえき）は、かつて静岡県藤枝市にあった静岡鉄道駿遠線の駅。1955年（昭和30年）までは岡出山駅（おかでやまえき）。岡出山からは南西の位置にあたる。県道（現静岡県道32号藤枝黒俣線）の西側に接して駅舎があった。
第二次世界大戦中は戦場へゆく兵士を見送る姿がよくみられた。

## 沿革
- 1913年（大正2年）11月16日 大手 - 藤枝新（後の新藤枝）間 開業により岡出山駅設置
- 1956年（昭和31年）1月1日 昭和29年の市制施行を記念して、藤枝本町駅に改称
- 1964年（昭和39年）9月27日 大手 - 新藤枝 間 廃止により廃駅
  - 駅舎は個人に払い下げられ、 少し西寄りに移転した
- 2011年（平成23年）4月9日 - 6月26日開催の『ドールハウスで見る懐かしの風景』に合わせて、ドールハウス職人の小幡耕一に依頼して縮尺1/24の当駅の模型が製作された[2][3]。
- 2016年（平成28年）11月 老朽化により駅舎解体[4]

## 現在の様子
藤枝本町駅跡は個人に払い下げられ、駅舎は約18メートル曳家して塗装店の作業場として使われていたが、2016年老朽化により解体。駿遠線で唯一現存した建物であった。県道をまたいで東側に飽波神社、七ツ森神社がある。これら神社は駿遠線開業当初から駅前にあった。
切通しだった岡出山付近の廃線跡沿線は切りひらかれ、北側には市立図書館が、南側は宅地となっている。周辺には藤枝市役所や市民会館などがある。
ここから新藤枝駅までの廃線跡は現在歩行者・自転車専用道路として残っており、当時の様子をうかがうことができる。

## 隣の駅
静岡鉄道駿遠線
慶全寺前駅 - 藤枝本町駅 - 瀬戸川駅